# Gigant (manga)
Gigant es una serie de manga escrita e ilustrada por Hiroya Oku. Ha sido publicada en la revista Big Comic Superior  de Shogakukan desde diciembre de 2017.

## Argumento
Rei Yokoyamada, un estudiante de bachillerato cuyo padre trabaja en la productora de películas Toujo, se inspira para crear su propio cortometraje con sus amigos. Un día, en búsqueda de actores para su corto, encuentra un póster de Papiko, una actriz de videos para adultos, afirmando que vive por la zona.

## Publicación
Gigant está escrita e ilustrada por Hiroya Oku. La serie debutó en a revista Big Comic Superior  de Shogakukan el 8 de diciembre de 2017. En agosto de 2020,  fue anunciado que el manga había entrado a su arco final. Shogakukan ha compilado los capítulos en volúmenes individuales en formato tankōbon. El primer volumen fue publicado el 30 de mayo de 2018. El 28 de diciembre de 2021 fue publicado el volumen final.